# 불 대수
순서론과 추상대수학, 논리학에서 불 대수(Boole代數, 영어: Boolean algebra)는 고전 명제 논리의 명제의 격자와 같은 성질을 갖는 격자이다. 즉, 논리적 공리들을 만족시키는 논리합과 논리곱 및 부정의 연산이 정의된 대수 구조이다.

## 정의
불 대수의 개념은 다양하게 정의할 수 있으며, 이 정의들은 서로 동치이다.
- 불 대수는 특정 조건을 만족시키는 유계 격자(또는 직교 여원 격자 또는 헤이팅 대수)로 여길 수 있다.
- 불 대수는 특정 조건을 만족시키는 가환환으로 여길 수 있다.
- 불 대수의 범주는 스톤 공간(Stone空間, 영어: Stone space)이라는 특정 위상 공간의 범주의 반대 범주이다. 이를 통해, 불 대수를 특정 위상 공간 속의 특정 집합족으로 여길 수 있다.

### 직교 여원 격자를 통한 정의
직교 여원 격자에 대하여 다음 조건들이 서로 동치이며, 이를 만족시키는 직교 여원 격자를 불 대수라고 한다.
- 분배 격자이다.
- 임의의 원소 {\displaystyle x\in L}에 대하여, {\displaystyle c\land x=\bot }이며 {\displaystyle c\lor x=\top }인 {\displaystyle c\in L}가 유일하게 존재한다. (이는 물론 {\displaystyle \lnot x}이다.)
- (엘칸 법칙 영어: Elkan’s law) 임의의 {\displaystyle x,y\in L}에 대하여, {\displaystyle \lnot (a\land \lnot b)=b\lor \lnot a\land \lnot b}[1]
- 직교모듈러 격자이며, 임의의 원소 {\displaystyle x\in L\setminus \{\bot \}}에 대하여, 다음 세 조건들을 만족시키는 함수 {\displaystyle s\colon L\to \{0,1\}}가 존재한다.[2]
  - {\displaystyle s(\top )=s(x)=1}
  - 임의의 {\displaystyle a,b\in L}에 대하여, {\displaystyle s(a\lor b)\leq \max\{s(a),s(b)\}}
  - 임의의 {\displaystyle a,b\in L}에 대하여, {\displaystyle a\leq \lnot b}라면 {\displaystyle s(a\lor b)=\max\{s(a),s(b)\}}

불 대수의 준동형은 여원과 {\displaystyle \top } 및 {\displaystyle \bot }을 보존시키는 격자 준동형이다. 불 대수의 정의는 대수적이므로, 불 대수의 모임은 대수 구조 다양체를 이룬다.

### 유계 격자를 통한 정의
유계 격자 {\displaystyle L}에 대하여 다음 조건들이 서로 동치이며, 이를 만족시키는 격자를 불 대수라고 한다.
- 모듈러 격자이며, 임의의 {\displaystyle x\in L}에 대하여, {\displaystyle x\land c=\bot }이자 {\displaystyle x\lor c=\top }인 원소 {\displaystyle c\in L}가 유일하게 존재한다.[3]
- 분배 격자이며, 임의의 {\displaystyle x\in L}에 대하여, {\displaystyle x\land c=\bot }이자 {\displaystyle x\lor c=\top }인 원소 {\displaystyle c\in L}가 적어도 하나 이상 존재한다.
- 임의의 {\displaystyle x\in L}에 대하여, {\displaystyle x\land c=\bot }이자 {\displaystyle x\lor c=\top }인 원소 {\displaystyle c\in L}가 유일하게 존재하며, 또한 {\displaystyle \textstyle x=\bigvee A}인 {\displaystyle A\subseteq \min(X\setminus \{\bot \})}가 존재한다.[4]

여기서 {\displaystyle \min(X\setminus \{\bot \})}는 부분 순서 집합 {\displaystyle X\setminus \{\bot \}}의 극소 원소들의 집합이다.

### 헤이팅 대수를 통한 정의
헤이팅 대수 {\displaystyle H}에 대하여,
{\displaystyle \lnot x=(x\implies \bot )}
를 정의하자. 그렇다면 다음 조건들이 서로 동치이며, 이를 만족시키는 헤이팅 대수를 불 대수라고 한다.
- (대합) {\displaystyle \lnot }은 대합이다. 즉, 임의의 {\displaystyle x\in H}에 대하여, {\displaystyle \lnot \lnot x=x}이다.
- (배중률) 모든 원소 {\displaystyle x\in H}에 대하여, {\displaystyle x\lor \lnot x=\top }이다.

이 경우, {\displaystyle (H,\lnot )}은 직교 여원 격자를 이룬다.

### 환론적 정의
(단위원을 갖는) 환 {\displaystyle R}에 대하여 다음 두 조건이 서로 동치이며, 이를 만족시키는 환을 불 대수라고 한다.
- 모든 원소가 멱등원이다. 즉, 모든 {\displaystyle x\in B}에 대하여, {\displaystyle x^{2}=x}이다.[5]:39, Definition 1
- {\displaystyle R}는 유한체 {\displaystyle \mathbb {F} _{2}}의 직접곱 {\displaystyle \mathbb {F} _{2}^{\times \kappa }}의 부분환과 동형이다 ({\displaystyle \kappa }는 임의의 기수).

특히, 자명환은 불 대수이다. (둘째 정의에서 이는 {\displaystyle \kappa =0}에 해당한다.)
불 대수 준동형은 두 불 대수 사이의 환 준동형이다.

### 위상수학적 정의
스톤 공간(영어: Stone space)은 콤팩트 완전 분리 하우스도르프 공간이다. 스톤 공간과 연속 함수의 범주를 {\displaystyle \operatorname {Stone} }이라고 쓰자.
스톤 공간의 열린닫힌집합들의 족은 유계 격자를 이룬다. 스톤 공간의  열린닫힌집합들의 족과 동형인 유계 격자를 불 대수라고 한다.
열린닫힌집합의 연속 함수 아래의 원상은 열린닫힌집합이다. 따라서, 두 불 대수 {\displaystyle B}, {\displaystyle B'}에 대응하는 스톤 공간 {\displaystyle X}, {\displaystyle X'}가 주어졌을 때, 연속 함수 {\displaystyle f\colon X'\to X}는 함수
{\displaystyle f^{-1}\colon B\to B'}
를 유도한다. 두 불 대수 사이의 불 대수 준동형은 이와 같이 스톤 공간 사이의 연속 함수로 유도될 수 있는 함수이다.
이에 따라, 다음과 같은 범주의 동치가 존재한다.
{\displaystyle \operatorname {Stone} \simeq \operatorname {Bool} ^{\operatorname {op} }}
이 정의가 불 대수의 다른 정의들과 동치라는 사실은 스톤 표현 정리(영어: Stone representation theorem)라고 한다.
특히, 이 정의는 환론적 정의와 다음과 같은 관계를 갖는다. 모든 가환환에 대하여, 스펙트럼이라는 위상 공간을 대응시킬 수 있으며, 이는 가환환의 범주 {\displaystyle \operatorname {CRing} }의 반대 범주에서 위상 공간의 범주 {\displaystyle \operatorname {Top} }로 가는 함자
{\displaystyle \operatorname {Spec} \colon \operatorname {CRing} ^{\operatorname {op} }\to \operatorname {Top} }
를 정의한다. 만약 이 가환환이 불 대수를 이룬다면 그 스펙트럼은 스톤 공간을 이룸을 보일 수 있으며, 이는 열린닫힌집합족 함자의 역함자이다. 즉, 다음과 같은 두 함자가 존재하며, 이는 범주의 동치를 이룬다.
{\displaystyle \operatorname {Spec} \colon \operatorname {Bool} ^{\operatorname {op} }\to \operatorname {Stone} }
{\displaystyle \operatorname {Clopen} \colon \operatorname {Stone} \to \operatorname {Bool} ^{\operatorname {op} }}
불 대수의 스펙트럼은 다음과 같이 직접적으로 묘사할 수 있다. 불 대수의 극대 아이디얼은 극대 순서 아이디얼과 일치하며, 불 대수의 쌍대성에 따라 이는 극대 필터와 일대일 대응한다. 따라서, {\displaystyle 2}가 두 개의 원소의 불 대수라면, 극대 필터들의 집합은 {\displaystyle \hom _{\operatorname {Bool} }(B,2)}이다. 이 위에 다음과 같은 기저로 생성되는 위상을 부여하면, 스톤 공간을 이룬다.
{\displaystyle \{\{{\mathcal {U}}\in \operatorname {Spec} (B)\colon b\in {\mathcal {U}}\}\}_{b\in B}}
이는 {\displaystyle 2}에 이산 위상을 부여하고, 멱집합 {\displaystyle {\mathcal {P}}(B)=2^{B}}에 곱위상을 부여한 뒤, {\displaystyle \operatorname {Spec} (B)\subset {\mathcal {P}}(B)}에 부분 공간 위상을 부여한 것과 같다.

### 범주론적 정의
모든 원순서 집합은 작은 얇은 범주로 간주할 수 있다. 이 경우, 부분 순서 집합은 서로 동형인 두 대상이 항상 같은 원순서 집합이며, 헤이팅 대수는 유한 완비 범주이자 유한 쌍대 완비 범주이자 데카르트 닫힌 범주인 부분 순서 집합이다.
불 대수는 다음 조건을 만족시키는 작은 얇은 범주이다.
- 서로 동형인 두 대상은 같다.
- 유한 완비 범주이며 유한 쌍대 완비 범주이다.
- 데카르트 닫힌 범주이다.
- 임의의 두 대상 {\displaystyle X,Y\in {\mathcal {C}}}에 대하여, 다음과 같은 동형이 존재한다. (이들은 드 모르간 법칙을 범주론적 용어로 번역한 것이다.)
{\displaystyle X\times Y\cong 0^{0^{X}\sqcup 0^{Y}}}
{\displaystyle 0^{X\times Y}\cong 0^{X}\sqcup 0^{Y}}

여기서 {\displaystyle \times }는 범주론적 곱이며, {\displaystyle \sqcup }는 쌍대곱이며, {\displaystyle 0}은 시작 대상이며, {\displaystyle A^{B}}는 지수 대상이다.

### 서로 다른 정의들의 비교
불 대수의 서로 다른 정의들은 다음과 같이 대응된다.
| 해석          | 가환환                        | 격자 | 직교 여원 격자                                  | 헤이팅 대수                                                             | 스톤 공간 {\displaystyle X}의 부분 집합           | 범주론적 정의                                         |
| ------------- | ----------------------------- | --- | ----------------------------------------------- | ----------------------------------------------------------------------- | ------------------------------------------------- | ----------------------------------------------------- |
| 논리곱        | 곱 {\displaystyle x\cdot y}   | 만남 {\displaystyle x\land y}                                                                                       | 만남 {\displaystyle x\land y}                   | 만남 {\displaystyle x\land y}                                           | 교집합 {\displaystyle x\cap y}                    | 곱 {\displaystyle x\times y}                          |
| 배타적 논리합 | 합 {\displaystyle x+y}        | {\displaystyle x\land y\land c=\bot }, {\displaystyle (x\land y)\lor c=\top }라면, {\displaystyle (x\lor y)\land c} | {\displaystyle (x\lor y)\land \lnot (x\land y)} | {\displaystyle (x\lor y)\land \left((x\land y)\Rightarrow \bot \right)} | {\displaystyle (x\setminus y)\cup (y\setminus x)} | {\displaystyle (x\times 0^{y})\sqcup (y\times 0^{x})} |
| 논리합        | {\displaystyle x+y+xy}        | 이음 {\displaystyle x\lor y}                                                                                        | 이음 {\displaystyle x\lor y}                    | 이음 {\displaystyle x\lor y}                                            | 합집합 {\displaystyle x\cup y}                    | 쌍대곱 {\displaystyle x\sqcup y}                      |
| 거짓          | 덧셈 항등원 {\displaystyle 0} | 최소 원소 {\displaystyle \bot }                                                                                     | 최소 원소 {\displaystyle \bot }                 | 최소 원소 {\displaystyle \bot }                                         | 공집합 {\displaystyle \varnothing }               | 시작 대상 {\displaystyle 0}                           |
| 참            | 곱셈 항등원 {\displaystyle 1} | 최대 원소 {\displaystyle \top }                                                                                     | 최대 원소 {\displaystyle \top }                 | 최대 원소 {\displaystyle \top }                                         | 전체 집합 {\displaystyle X}                       | 끝 대상 {\displaystyle 1}                             |
| 부정          | {\displaystyle 1+x}           | {\displaystyle x\land c=\bot }, {\displaystyle x\lor c=\top }인 유일한 {\displaystyle c}                            | 직교 여원 {\displaystyle \lnot x}               | {\displaystyle x\Rightarrow \bot }                                      | 여집합 {\displaystyle X\setminus x}               | 지수 대상 {\displaystyle 0^{x}}                       |
| 함의          | {\displaystyle 1+x+xy}        | {\displaystyle x\land c=\bot }, {\displaystyle x\lor c=\top }라면, {\displaystyle c\lor y}                          | {\displaystyle \lnot x\lor y}                   | {\displaystyle x\Rightarrow y}                                          | {\displaystyle (X\setminus x)\cup y}              | 지수 대상 {\displaystyle y^{x}}                       |

## 성질

### 순서론적 성질
다음과 같은 함의 관계가 성립한다.
|             |   |                |   | 완비 격자 | ⇐ | 완비 헤이팅 대수 | ⇐ | 완비 불 대수 |
|             |   |                |   |           |   |                  |   | ⇓            |
|             |   |                |   | ⇓         |   | ⇓                |   | 시그마 대수  |
|             |   |                |   |           |   |                  |   | ⇓            |
| 원순서 집합 | ⇐ | 부분 순서 집합 | ⇐ | 유계 격자 | ⇐ | 헤이팅 대수      | ⇐ | 불 대수      |
불 대수를 가환환으로 여겼을 때, 그 아이디얼은 순서 아이디얼과 일치한다.

### 환론적 성질
다음과 같은 함의 관계가 성립한다.
가환환 ⇐ 가환 축소환 ⇐ 가환 반원시환 ⇐ 가환 폰 노이만 정칙환 ⇐ 불 대수
임의의 불 대수 {\displaystyle B}는 가환환이고 표수가 2이며 (즉 모든 원소는 자신의 덧셈 역원이다) 따라서 유한체 {\displaystyle \mathbb {F} _{2}} 위의 결합 대수이다.:39–40, Theorem 1
(그러나 그 역은 성립하지 않는다. 예를 들어, 다항식환 {\displaystyle \mathbb {F} _{2}[x]}는 {\displaystyle x^{2}\neq x}이므로 불 대수가 아니다.)

#### 아이디얼
불 대수의 임의의 몫환은 불 대수이다. 불 대수의 임의의 부분환은 불 대수이다.
불 대수의 스펙트럼은 스톤 공간이다. 특히, 불 대수의 모든 소 아이디얼은 극대 아이디얼이다. 불 대수 {\displaystyle B}의 임의의 극대 아이디얼 {\displaystyle {\mathfrak {p}}\in \operatorname {Spec} B}에 대한 몫환은 크기 2의 유한체이다.
{\displaystyle B/{\mathfrak {p}}\cong \mathbb {F} _{2}}
불 대수는 폰 노이만 정칙환이며, 따라서 그 위의 모든 가군은 평탄 가군이다.
불 대수의 모든 유한 생성 아이디얼은 주 아이디얼이다. 구체적으로
{\displaystyle (x,y)=(x+y+xy)}
이다.

### 범주론적 성질
불 대수의 모임은 대수 구조 다양체를 이루며, 따라서 그 범주는 완비 범주이자 쌍대 완비 범주이며 자유 대상을 갖는다.

## 예

### 멱집합

임의의 집합 {\displaystyle S}의 멱집합 {\displaystyle {\mathcal {P}}(S)}은 크기가 {\displaystyle 2^{|S|}}인 불 대수를 이룬다. 반대로, 모든 유한 불 대수는 어떤 유한 집합의 멱집합의 불 대수와 동형이다. 특히, 공집합의 멱집합 {\displaystyle {\mathcal {P}}(\varnothing )=\{\varnothing \}}은 가장 작은 불 대수이며, 또한 {\displaystyle \top =\bot }인 유일한 불 대수이다.
집합 {\displaystyle S}에 대하여, 멱집합 {\displaystyle {\mathcal {P}}(S)}에 대응하는 스톤 공간은 {\displaystyle S}의 스톤-체흐 콤팩트화이다.
멱집합과 동형이 아닌 무한 불 대수 또한 존재한다. 예를 들어, 집합 {\displaystyle S} 및 기수 {\displaystyle \kappa }가 주어졌을 때,
{\displaystyle {\mathcal {P}}_{\kappa }(S)=\left\{T\subset S|\kappa >\min\{|T|,|S\setminus T|\}\right\}}
로 정의하자. 만약 {\displaystyle \kappa =0}이거나 {\displaystyle \kappa \geq \aleph _{0}}이라면, 이는 둘 다 불 대수를 이룬다. 예를 들어, {\displaystyle |S|=\aleph _{0}}일 경우, {\displaystyle {\mathcal {P}}_{\aleph _{0}}(S)}는 크기가 {\displaystyle \aleph _{0}}인 불 대수이며, 따라서 멱집합과 동형일 수 없다.

### 자유 불 대수
불 대수는 대수 구조 다양체를 이루므로, 임의의 생성원의 집합에 대응하는 자유 불 대수가 존재한다.
스톤 표현 정리에 따라서, 임의의 기수 {\displaystyle \kappa }에 대하여, {\displaystyle \kappa }개의 생성원으로부터 생성되는 자유 불 대수에 대응하는 스톤 공간은
{\displaystyle \{0,1\}^{\kappa }}
이다. 여기서 {\displaystyle \{0,1\}}은 2개의 점을 가진 이산 공간이며, {\displaystyle \{0,1\}^{\kappa }}에는 곱 위상을 준다. 이 경우, {\displaystyle \alpha }번째 생성원은 튜플의 {\displaystyle \alpha }번째 성분이 1인 모든 원소들로 구성된 열린닫힌집합에 대응한다.
만약 {\displaystyle \kappa }가 유한할 경우, 자유 불 대수의 크기는 {\displaystyle 2^{2^{\kappa }}}이며, 만약 {\displaystyle \kappa }가 무한할 경우 자유 불 대수의 크기는 {\displaystyle \kappa }이다.

### 사유한군
스톤 공간을 이루는 위상군은 사유한군이라고 한다.

## 응용

### 논리학
논리학에서, 불 대수는 고전 명제 논리의 모형을 제공한다. 만약 고전 명제 논리를 직관 논리로 약화시키면, 불 대수 대신 헤이팅 대수를 사용하여야 한다.

### 컴퓨터 과학
불 대수는 디지털 회로 설계에 응용된다. 디지털 회로는 전압의 H(High), L(Low)만으로 정보를 연산하기 때문에, 기본적으로 조합 회로는 불 대수에 있는 논리식을 써서 나타낼 수 있다. (하지만, 플립플롭 등 순차 회로는 단순하게 하나의 논리식으로 나타낼 수 없다.) 높은 전압(H)를 1로, 낮은 전압(L)을 0으로 하는 논리 형식을 정논리, 낮은 전압 (L)을 1로, 높은 전압(H)를 0으로 하는 논리 형식을 부논리라고 한다.

## 역사
불 대수의 개념은 1847년에 조지 불이 논리학을 형식화하기 위하여 도입하였다. 이후 불은 1854년의 저서에서 이 개념을 추가로 설명하였다. 불은 논리곱과 배타적 논리합을 기초적 연산으로 삼았는데, 이는 오늘날에 불 대수를 가환환의 일종으로 여기는 것과 같다.
이후 윌리엄 스탠리 제번스(영어: William Stanley Jevons, 1835~1882) · 찰스 샌더스 퍼스(1839~1914) · 에른스트 슈뢰더(독일어: Ernst Schröder, 1841~1902) 등이 불의 논리 대수의 연구를 계속하였다. 제번스는 1864년의 저서에서 불이 사용한 배타적 논리합 대신 (배타적이지 않은) 논리합을 최초로 사용하였다. 이 책에서 제번스는 다음과 같이 적었다.
| “ | 불 교수는 ‘+’ 기호를 사용하여 항들을 결합시킬 때, 이들이 서로 논리적으로 반대되는 것이라는 것을 가정합니다. 즉, 이들은 같은 대상에 모순 없이 적용되거나 결합될 수 없습니다. […] 이에 대하여 나는 이의를 제기합니다. 일상적인 접속사의 용례에서는 서로 배타적이지 않은 항들을 결합시킬 수 있습니다. […] 예를 들어, "귀족은 공작이거나 후작이거나 백작이거나 자작이거나 남작이다."라는 명제를 불 교수의 기호로 나타낸다면, 귀족이 공작이자 동시에 후작, 또는 후작이자 동시에 백작이 될 수 없습니다. 그러나 실제로는 많은 귀족들은 두 개 이상의 작위들을 소유합니다. 예를 들어, 웨일스 공은 콘월 공작이자 체스터 백작이자 렌프루 남작입니다. Professor Boole uses the symbol + to join terms together, on the understanding that they are logical contraries, which cannot be predicated of the same thing or combined together without contradiction. […] This I altogether dispute. In the ordinary use of these conjunctions, we do not necessarily join logical contraries only; […] Take, for instance, the proposition—‘A peer is either a duke, or a marquis, or an earl, or a viscount, or a baron.’ If expressed in Professor Boole’s symbols, it would be implied that a peer cannot be at once a duke and marquis, or marquis and earl. Yet many peers do possess two or more titles, and the Prince of Wales is Duke of Cornwall, Earl of Chester, Baron Renfrew, &c. | ” |
|   | — :76, §177–179 |   |

1913년 논문에서 미국의 헨리 모리스 셰퍼(영어: Henry Maurice Sheffer, 1882~1964)가 "불 대수"(영어: Boolean algebra 불리언 앨지브라[*])라는 용어를 최초로 사용하였다.:278, 주석 이 논문에서 셰퍼는 불 대수의 모든 연산을 부정논리곱으로서 정의할 수 있음을 보였다.
스톤 표현 정리는 마셜 하비 스톤이 1936년에 증명하였다.

## 같이 보기
- 부울 도메인
- 불 함수
- 완비 불 대수
- 드 모르간의 법칙
- 강제법
- 헤이팅 대수
- 카노 맵
- 논리 회로
- 이진 행렬
- 콰인-매클러스키 알고리즘
- 벤 다이어그램